# Аквариум. 10 лет
«Аквариум. 10 лет» — концертный альбом группы «Аквариум». На вышедшем в 2002 году компакт-диске записаны два концерта в различных форматах.

## Концерт 17 сентября 1982 года
В обычном формате записан акустический концерт, состоявшийся в скульптурной мастерской на Тверском бульваре в Москве 17 сентября 1982 года, известный в народе как «10 лет». В нём приняли участие:
- Борис Гребенщиков — голос, гитара
- Андрей Романов — флейта
- Михаил Файнштейн — перкуссия
- Всеволод Гаккель — виолончель

Исполнялись следующие песни:
Музыка и тексты во всех песнях — БГ, кроме специально отмеченной.
1. Укравший дождь (2:29)
2. Уйдёшь своим путём (2:59)
3. Гость (2:05)
4. Ключи от моих дверей (3:38)
5. Стучаться в двери травы (3:07)
6. Десять прекрасных дам (2:50)
7. Диплом (3:33)
8. Вавилон & Аристократ (5:22)
9. Контрданс (3:46)
10. Герои рок-н-ролла (Молодая шпана) (2:46)
11. Иванов (3:46)
12. Сторож Сергеев (3:15)
13. Платан (4:09)
14. Песня № 2 (4:00)
15. Никто из нас не (2:59)
16. Небо становится ближе (4:44)
17. Рок-н-ролл мёртв (4:15)
18. Рыба (3:58)
19. Немое кино (10 лет) (2:11)
20. Железнодорожная вода (3:54)
21. Мой друг музыкант (3:22)
22. Чай (2:26)
23. К друзьям (0:55) (Б.Гребенщиков — А.Гуницкий)

Запись сделана Александром Агеевым на кассетном магнитофоне Sony MD-5 с Dolby C, микрофон — Sony (сдвоенный стерео, с изменяемой панорамой), плёнка — Karat Chrome. На концерте присутствовало около 50-ти человек, вопросы, задаваемые ими по ходу концерта, были вырезаны.

## Концерт июня 1982 года
Само десятилетие группы отмечалось в июне 1982 года в Ленинграде, но этот электрический концерт был записан очень плохо и длился недолго, поскольку был прерван появлением милиции. В концерте приняли участие:
- Борис Гребенщиков — голос, гитара
- Андрей Романов — флейта, клавиши
- Михаил Файнштейн — бас-гитара
- Александр Ляпин — электрогитара
- Пётр Трощенков — барабаны

Исполнялись следующие песни:
1. Кусок жизни (6:23)
2. Люди, пришедшие из можжевельника (3:52)
3. Пепел
4. Сентябрь
5. Игра наверняка (4:11)
6. Мой друг музыкант
7. Сегодня ночью кто-то
8. Береги свой хой (5:14)
9. Блюз простого человека (3:15)
10. Холодное пиво
11. В поле ягода навсегда
12. Мы никогда не станем старше

Песни были записаны Андреем Тропилло на микрофон. Только 5 песен из исполненных попали на диск в качестве MP3-бонус-треков (отмечены жирным шрифтом).
Концерт прошёл в общежитии Корабельного института (Автово).
Концерт должен был состоять из двух отделений:
- 1-е — «Странные игры», «АУ» и др.
- 2-е — «Аквариум».

Но первым выступал именно «Аквариум», выступление должно было закончится песней «Десять лет», но после 40 минут концерта в зал вошли люди в строгих чёрных костюмах и приказали покинуть зал всем, кроме музыкантов.

Во время выступления перед песней «Береги свой хой» Гребенщиков провёл загадочное «интеллектуальное разъяснение»:
«Кодовое слово сегодняшнего вечера - слово Хой. Повторите, кто понял, три-четыре: ХОЙ! Прекрасно, теперь объясняю суть этого слова. Существует понятие рок-н-ролл и пока все играют Рок, а мы нет, мы играем Ролл. Вернее мы играли Ролл очень долго, теперь мы начинаем играть музыку «Ммм...». На самом деле музыка «Ммм...» играется только на двух инструментах - это Хой и Нгадла. Но вы пока ещё не готовы, поэтому мы не будем её играть...»